# Marquesado de Revilla
El marquesado de Revilla es un título nobiliario español, de Castilla. Fue concesión del rey Carlos II, con el vizcondado previo de la Villa de Peñalba, por real cédula de 20 de julio de 1686 y real despacho de 11 de enero de 1693, en favor de Diego Francisco Gasca de la Vega y Dávila, Balvi y Monsalve, IV conde de Villalvilla y I marqués de los Aguilares, VII señor de Revilla y otros vasallos, alférez mayor de Valladolid, alguacil mayor de la Inquisición de esta ciudad y obispado, conservador de su Universidad, tesorero mayor de su casa de moneda y patrono único de la iglesia de la Magdalena, caballero cofrade de Santa María de Esgueva.
La denominación de este marquesado alude a la villa y antiguo municipio de Revilla de Campos, agregado desde 1974 al de Villamartín, en la comarca de Tierra de Campos y provincia de Palencia.
La del vizcondado previo, a la antigua villa fortificada de Peñalba de Duero, hoy despoblado perteneciente al municipio de Villabáñez, comarca de Tierra de Pinares y provincia de Valladolid. Ambas villas, Peñalba y Villabáñez, eran también de señorío del concesionario.

## Mayorazgo
El título nobiliario quedó agregado a un mayorazgo que poseía el concesionario, al que ya estaba vinculado el señorío de Revilla. Los llamamientos de este mayorazgo son por tanto la norma que rige la sucesión del marquesado. Había sido instituido en 1566 por el obispo Pedro de la Gasca, hermano del tatarabuelo del primer marqués. El fundador había comprado en 1559 la jurisdicción de Revilla de Campos, por lo que fue el primer señor de esta villa (entre los de su estirpe). Fundó el mayorazgo por vía de donación en favor de su hermano el doctor Diego García de la Gasca, que fue el primer poseedor y segundo señor de Revilla, de quien descienden los demás señores y marqueses.
Entre los principales actos jurídicos que configuraron el mayorazgo de Revilla cabe mencionar:
- Compraventa del señorío de Revilla de Campos y de los bienes raíces que en esta villa poseían los Velasco, otorgada en 1559 en favor del obispo Pedro de la Gasca por Juan de Velasco, señor de Castrillo-Tejeriego y gentilhombre de boca del príncipe Don Carlos, nieto del primer duque de Frías.[nota 1] Una real cédula de 1558 le concedía la facultad necesaria para enajenar la jurisdicción de Revilla, aprobando la vendiese al entonces obispo de Palencia.[6]
- Donación otorgada por Pedro de la Gasca, obispo de Palencia, en favor de su hermano el doctor Diego García de la Gasca, de 15.000 ducados de oro, para que de ellos compre bienes raíces y haga vínculo en que sucedan sus hijos y descendientes legítimos, y en su defecto los de María Gasca su hermana, reservándose el otorgante la facultad de ordenar los llamamientos y con carga de ciertos alimentos para su madre si esta sobreviviere al otorgante, y de otros para su dicha hermana. Villarramiel, 3 de enero de 1556.[7]
- Compra por el obispo Pedro de la Gasca de las alcabalas de Padilla de Duero y de algunas tierras en su término.[7]
- Compra por el obispo Pedro de la Gasca de una parte de la jurisdicción de Peñalba de Duero, y de algunas tierras y pinares en esta villa. 2 de enero de 1563.[7]
- Institución del mayorazgo otorgada por el obispo Pedro de la Gasca en favor de su hermano el doctor Diego García de la Gasca, y agregación al mismo de las alcabalas y tierras de Padilla y de una parte de jurisdicción de Peñalba, con más tierras. Sigüenza, 22 de julio de 1566.[7]

## Lista de señores y marqueses
|                                               | Titular                                           | Periodo            |
| Señores de Revilla                            | Señores de Revilla                                | Señores de Revilla |
| --------------------------------------------- | ------------------------------------------------- | ------------------ |
|                                               | ...                                               |                    |
|                                               | Juan de Velasco                                   | -1559              |
| Estirpe Gasca                                 |                                                   |                    |
| I                                             | Pedro de la Gasca                                 | 1559-1567          |
| II                                            | Diego García de la Gasca                          | 1567-1572          |
| III                                           | Pedro Gasca de la Vega                            | 1572-1600          |
| IV                                            | Luisa Antonia de Sámano y Gasca de la Vega        | 1600-1616          |
| V                                             | Diego Gasca de la Vega                            | 1616-1657          |
| VI                                            | Melchor Gasca de la Vega y Dávila                 | 1657-c.1680        |
| VII                                           | Diego Francisco Gasca de la Vega y Dávila         | c.1680-c.1725      |
| Marqueses de Revilla (concesión de Carlos II) |                                                   |                    |
| I                                             | Diego Francisco Gasca de la Vega y Dávila         | 1693-c.1725        |
| II                                            | Gaspar Gasca de la Vega y Blanco de Salcedo       | c.1725-c.1750      |
| III                                           | Toribio Gasca de la Vega y Blanco de Salcedo      | c.1750-1779        |
| IV                                            | Antonio de la Torre y de la Gasca                 | 1779-              |
| V                                             | Diego Francisco de la Gasca y Monsalve            | -                  |
| VI                                            | Francisco de Paula de Tovar y Colmenares          | -                  |
| VII                                           | Francisca de Paula de Tovar y Peguera             | -                  |
| VIII                                          | Petra de Alcántara Gutiérrez de la Concha y Tovar | -                  |
| IX                                            | María del Carmen de Carvajal y del Alcázar        | -                  |
| «X»                                           | José Manuel Zuleta de Reales y Carvajal           | 1940-1950          |
| X                                             | María de la Soledad Zuleta de Reales y Carvajal   | 1950-1999          |
| XI                                            | Francisco de Borja Otero y Zuleta de Reales       | 2000-hoy           |

## Historia genealógica

### Origen de los Gasca
El abuelo del obispo fundador fue
• Pedro García Verdejo y Dávila, que floreció en el tercer cuarto del siglo XV, natural y vecino del lugar de Navarregadilla, municipio de Santa María de los Caballeros y comarca de El Barco de Ávila-Piedrahíta, en la tierra, diócesis y actual provincia de Ávila. Aunque de linaje oscuro, gozaba del estado de hidalgo y de una posición acomodada. Poseía abundantes bienes raíces en el valle del Tormes y estaba emparentado con los Dávila de la ciudad de Ávila. Fue su mujer Catalina Jiménez (o Ximénez), de la que tuvo al menos dos hijos:
1. Juan Jiménez Dávila o Jiménez de Ávila, que sigue,
2. y el licenciado Diego González de Ávila, «que por ser natural del Barco de Ávila fue llamado del Barco». Fue canónigo de Salamanca[8] y miembro del consejo del cardenal Cisneros, por lo que residía entre aquella ciudad y la de Alcalá de Henares. En 1513 murió su hermano Juan Jiménez, y el licenciado Barco se hizo cargo de dos de sus hijos: el mayor, que ya vivía en su casa de Salamanca para asistir a la universidad, y el más pequeño, de unos tres años de edad, a quien también daría educación superior. Estos sobrinos fueron precisamente los dos primeros señores de Revilla: el obispo y licenciado Pedro de la Gasca y el doctor Diego García de la Gasca. De ambos se hablará más abajo.[9][7]

• Juan Jiménez Dávila o Jiménez de Ávila, que nació en Navarregadilla hacia 1465 y falleció en 1513. Fue sepultado en el convento de Santa Cruz de la Magdalena de Aldeanueva y después sus restos trasladados a la iglesia de la Magdalena de Valladolid.
Casó con María Gasca, su deuda, cuyo apellido se perpetuó en la descendencia que tuvieron. Hija de Pedro de la Gasca Dávila, hidalgo hacendado en la Puente del Congosto, villa de la diócesis y actual provincia de Salamanca, y oriundo de la aldea de La Gasca en el municipio de Villaflor, de la comarca y cabildo abulense de La Moraña.
Tuvieron cuatro hijos, que eran de corta edad cuando murió su padre. A raíz de ello, todos quedaron bajo tutela de María Gasca, su madre, pero dos de ellos (Pedro y Diego) fueron recogidos por su tío Diego González de Ávila, que se ocupó de su educación, mientras que los otros dos permanecieron con la madre en Navarregadilla. Fueron a saber:
1. Pedro de la Gasca, el obispo y fundador del mayorazgo, que sigue.
2. Juan Jiménez Dávila, guardia mayor y regidor de Málaga, que no dejó descendencia.[8]
3. María Gasca, llamada en la pila María de los Apóstoles, que casó con Francisco de Salazar, vecino del Barco de Ávila,[11] oriundo de Piedrahíta.[nota 2] Padres del
  1. Licenciado Diego Gasca de Salazar, que nació en el Barco hacia 1535 y finó en Valladolid el 14 de marzo de 1603. Poseyó un mayorazgo radicado en su villa natal que le fundó su tío el obispo.[11] Fue colegial de San Bartolomé, oidor en Valladolid y en la Contaduría Mayor, ministro del Consejo de Indias, su gobernador interino, presidente de la Casa de la Contratación, consejero también de Hacienda y últimamente de Castilla (1592), y presidente del Concejo de la Mesta, habiendo servido a S.M. durante 46 años. Casó dos veces: primera con María de Velasco, de la que enviudó pronto sin prole, sobrina de fray Bernardo de Fresneda, confesor del rey Felipe II, obispo de Córdoba y de Cuenca y electo arzobispo de Zaragoza.[11] Y segunda vez casó con María Vela y Ponce de León, natural de Ávila, hija de Antonio Vela Núñez, señor de Tabladillo, poseedor del mayorazgo de su familia en Ávila, y de María Tavera y Ponce de León, su mujer, cuyo hermano Diego fue obispo de Jaén, consejero de la Suprema y albacea de su deudo el cardenal Tavera, presidente de Castilla; nieta de Blasco Núñez Vela, señor de la misma casa y estado, primer virrey del Perú, y de Brianda de Acuña y Dávalos, y materna de Francisco Tavera y de María Ponce de León. Al quedar viuda esta señora, S.M. le hizo merced de la quitación de la plaza vacante de su marido, pero solo le sobrevivió cinco años.[19] Del segundo matrimonio nacieron:
    1. Pedro Gasca y Salazar caballero de Calatrava, natural también del Barco, donde poseyó el mayorazgo de esta línea y el patronato de la iglesia mayor. Casó en Alcántara con María del Barco, heredera de la casa de su apellido en esta villa.[11] De esta unión nació unigénita
María del Barco Gasca y Salazar, poseedora de los mayorazgos de sus apellidos, que nació en Alcántara hacia 1590 y murió centenaria en 1693, siendo viuda por tercera vez. En 1635 el rey Felipe IV le concedió 1.500 ducados de renta de indios del Perú por dos vidas.[20] Pero en 1651 elevó otro memorial al mismo rey pidiendo nueva y mayor merced.[21] Casó tres veces: la primera con Alonso del Barco, su primo. Segunda vez casó con Felipe Bermúdez de Trejo y Carvajal, señor de Grimaldo, Almofragüe y la Corchuela, todo en la actual provincia de Cáceres, caballero de Alcántara, nacido en Plasencia hacia 1560, hijo y sucesor de Luis Bermúdez de Trejo y de Elvira de Contreras Carvajal, su mujer; nieto de Gutierre Bermúdez de Trejo, señor de Grimaldo, y de Beatriz de Trejo, naturales de Plasencia, y materno de Diego de Carvajal y Calderón, señor de Valero, y de Elvira de Contreras y Carrillo de Mendoza, vecinos de Trujillo.[22] Y en terceras nupcias fue la tercera mujer de Jerónimo Zapata y Osorio, caballero de Alcántara (1584), comendador de los Hornos, corregidor de Córdoba, natural de Madrid. De sus tres maridos tuvo prole esta señora: una hija del primero, dos varones del segundo y otra hija del tercero, pero su descendencia se extinguió a la segunda generación:[11]
      1. María del Barco, que sucedió a su madre en los mayorazgos por haber muerto sus medio hermanos varones sin descendencia legítima. Casó dos veces: primera con Antonio de Fonseca y Enríquez, y segunda con Francisco de Vera y Enríquez, caballero de Santiago.[23][11] Natural de Alcalá de Henares, estaba viudo de Teresa de Paz y fue hijo de Sancho de Vera y de María Enríquez de Meneses y Duque de Estrada. María del Barco tuvo solo una hija, nacida del segundo matrimonio:
María de Vera Gasca y Barco, que poseyó los mayorazgos de esta línea, y al quedar viuda sucedió también en el que poseía su marido, fundado por su suegro y que incluía el señorío de Boadilla del Monte. En esta villa fundó con su marido el convento de la Encarnación, de Carmelitas Descalzas. Casó con Juan González de Uzqueta y Valdés, señor de Boadilla del Monte, caballero de Santiago. Nacido en Valladolid en 1615, fue colegial mayor de Santa Cruz y del Consejo y Cámara de Castilla. Hijo de José González de Uzqueta, también señor de Boadilla, santiaguista y camarista de Castilla, natural de Arnedo, que fue presidente de Hacienda, Indias y Cruzada y fundó el mayorazgo en 1667, y de Catalina de Valdés y Herrera, su mujer. Sobrino carnal del obispo Antonio de Valdés y Herrera, que lo fue de Mondoñedo, Oviedo, Osma y Córdoba. Sin posteridad.[11]

      2. Luis Felipe de Trejo Carvajal Barco Gasca y Salazar, señor de Grimaldo,[11][24] caballero de Santiago,[25] capitán de caballos corazas y después maestre de Campo de un tercio en Milán, que nació en Alcántara hacia 1609 y murió prematuramente en Madrid el 17 de abril de 1641, nombrado gobernador de la Caballería de Andalucía, de una estocada que recibió en duelo. Pasó muy mozo a la Nueva España, donde casó año de 1626, a los 17 de edad, con la criolla Josefa Bazán y Castro, hija de Rodrigo de Bazán y Castro, alguacil mayor del Santo Oficio de Méjico, y de Juana de Vargas y Matallana; nieta de Antonio Verdugo y Bazán, poseedor del mismo alguacilazgo, natural de Méjico y oriundo de Cuéllar, y de María de Castro (hija natural del IV conde de Lemos), y materna de Juan de Matallana, criado del rey, y de Juana de Vargas. Pero este matrimonio, breve e infecundo, fue declarado nulo por el Tribunal de la Rota[26] y la esposa volvió a casar con un caballero napolitano: Luis Orífice de Mendoza, conde de Castrollano y después príncipe de Sanza.[nota 3] En Francisca de Ahedo, una viuda de calidad, tuvo Luis de Trejo un hijo natural:[11]
Luis Felipe de Trejo y Mendoza, caballero de Santiago. En 1649 era capitán de alcabalas y poseedor del mayorazgo de los Trejo.[28] Heredó los bienes de su tía la condesa de Casarrubios, y en 1681 litigaba sobre cierta paga de la renta de indios que se le quedó debiendo a ella.[29] Casó en Madrid, Santos Justo y Pastor, el 12 de septiembre de 1678 con María Margarita Zapata y Mendoza, llamada vizcondesa de San Miguel,[11][30] pero no tuvieron descendencia.

      3. Pedro de Trejo Gasca y Salazar,[24] que murió mozo.
      4. Y Juana Zapata y Osorio, que por cesión de su madre gozó en segunda y última vida de la renta de indios de 1.500 ducados.[29] En primeras nupcias fue la segunda mujer de Gonzalo Chacón y Rojas, II conde de Casarrubios (n. 1581), caballero de Alcántara, viudo de Mencía de Ayala. Al morir el conde, no dejó más descendencia que la que esperaba su viuda, pero esta preñez se malogró.[31] En 1653 Juana volvió a casar con Manuel Pantoja y Alpuche, señor de Cabañas y Ciruelos, caballero de Calatrava, del Consejo de Hacienda, presidente de la Casa de Contratación, del que también enviudó sin prole en 1669.[32] Y después sirvió en palacio como señora de honor y guarda mayor de las damas de la reina.[11] Dejó por heredero a su sobrino Luis de Trejo.[29]

    2. Antonio Gasca Salazar y Vela, que figura documentado en 1616[33] y no dejó descendencia. Parece que en 1651 poseía el mayorazgo fundado por el obispo en favor de su padre, del que era inmediata sucesora su sobrina María del Barco Gasca y Salazar, según declara esta en su memorial de dicho año.[21] Debió de heredarlo por haber muerto su hermano Pedro sin hijos varones.
    3. Juana Gasca Salazar y Vela, que nació en Madrid en enero de 1591, parroquia de Santa María la Mayor, y desde 1608 tuvo por curador a su tío el doctor Francisco Gasca.[34] Casó hacia 1610 con Manuel Francisco de Hinojosa y Montalvo, caballero de Santiago, corregidor de Trujillo, consejero de Hacienda en la Contaduría Mayor, veedor general de la ciudad de Cádiz y de la Armada del Mar Océano, caballerizo de S.M. En 1626 este señor publicó una Vida de María Gasca de la Vega, tía segunda de su mujer (hija del II señor de Revilla), que había fallecido el año anterior con fama santidad. Dedicaba este libro al viudo de la biografiada: Francisco de Contreras, presidente de Castilla.[35] Natural de Madrid, fue bautizado en San Martín el 23 de junio de 1579[36] y falleció a mediados del siglo XVII habiendo fundado mayorazgo con facultad real. Hijo de Gedeón de Hinojosa, natural de Jerez de la Frontera, también santiaguista, del Consejo y Cámara de Castilla, y de Catalina de Montalvo, natural de Martín Muñoz de las Posadas; nieto de Francisco Adorno de Hinojosa y de María Adorno, naturales de Jerez, y materno de Gaspar de Montalvo y de Francisca de la Cárcel y Anaya, naturales de Arévalo.[37][38][39] Tuvieron entre otros hijos a
      1. Gedeón de Hinojosa Montalvo y Gasca, que nació en Madrid hacia 1613, primer poseedor del mayorazgo, caballero de la Orden de Santiago (1625), capitán de caballos corazas de una de las compañías de las Órdenes Militares, corregidor de las ciudades de Úbeda y Baeza y también caballerizo de S.M. Casó con María Juana de Salas y Trejo, hija de Juan de Salas y Valdés, colegial del Mayor de Oviedo, oidor de Valladolid, del Consejo de S.M., y de María de Trejo y Paniagua, su mujer y sobrina carnal, naturales ambos del Cuzco; nieta de Juan de Salas Valdés, factor de la Real Hacienda del Cuzco y alcalde de esta ciudad, donde fundó la casa de sus apellidos, y de Usenda de Bazán y Tordoya, y materna de Luis de Trejo Paniagua de Loaysa, natural de Plasencia (que fue tío carnal del cardenal Trejo y Paniagua, presidente de Castilla), y de Leonor de Tordoya y Bazán, nacida en el Cuzco (hermana e hija de uno y otro Juan de Salas). Con sucesión.[39]
      2. Y Mariana de Hinojosa y Gasca, nacida en Madrid, que recibió el bautismo en San Martín el 11 de diciembre de 1625[36] y casó con Pedro de Vesga y Contreras y González de Cuenca, caballero de Santiago, natural de Madrid, con posteridad.[40]

  2. El doctor Francisco Gasca Salazar, que fue inquisidor en Zaragoza, canónigo de Palencia y maestrescuela de Salamanca, capellán de honor de S.M. y desde 1599 abad de San Isidoro de León.[41][42] Fue curador de su sobrina Juana Gasca y Vela.[34] Natural del Barco de Ávila, falleció en León el 11 de marzo de 1621 y fue sepultado en dicha iglesia, donde existe su lápida.[43]
  3. Y María Gasca, que casó en Tordesillas con Fernando de Vega, comendador de las casas y juro de Coria en la Orden de Alcántara, corregidor de las Cuatro Villas. Con sucesión.
4. Y Diego García de la Gasca, que seguirá como II señor.

### Señores de Revilla
El primer poseedor de la jurisdicción de Revilla de Campos y fundador del mayorazgo fue
• Pedro de la Gasca, que nació en Navarregadilla en agosto de 1493 y falleció en Sigüenza, siendo obispo de esta sede, el 10 de noviembre de 1567. Fue colegial de San Ildefonso en Alcalá, presidente de la Audiencia de Lima, gobernador del Perú, obispo de Palencia y de Sigüenza y consejero de la Suprema...
De niño se crio en la Puente del Congosto con su abuelo materno, Pedro de la Gasca. Inició estudios de gramática en el Barco de Ávila, y de aquí pasó a Aldeanueva para proseguirlos con el bachiller Minaya. Siendo adolescente, le enviaron sus padres a Salamanca, a casa de su tío el canónigo Diego González, llamado el licenciado Barco, para que estudiase en esta universidad. Era alumno manteísta en ella y de unos veinte años de edad en 1513, cuando murió su padre, y a raíz de ello, su tío se hizo cargo de él y de su hermano más pequeño, Diego, llevándose a ambos a Alcalá de Henares, donde a la sazón residía, e introdujo a Pedro en el círculo del Cardenal Cisneros.
En 1559 compró el señorío de Revilla de Campos y los bienes que poseían en esta villa los Velasco. El vendedor fue Juan de Velasco, señor de Castrillo-Tejeriego y gentilhombre de boca del príncipe Don Carlos, nieto del primer duque de Frías. Una real cédula de 1558 le concedía la facultad necesaria para enajenar la jurisdicción de Revilla, aprobando la vendiese al entonces obispo de Palencia. Curiosamente, este mayorazgo de los Velasco (con el señorío de Navares de las Cuevas), y su agregado de los Mercado (que comportaba otra casa principal en Valladolid y el señorío de Santa Cecilia del Alcor) acabaron recayendo en los Gasca en el siglo XVIII, como se dirá al tratar del III marqués de Revilla.
Segundo señor
Por muerte del obispo fundador, en 1567 entró a poseer el mayorazgo y señorío su hermano
• El doctor Diego García de la Gasca, II señor de Revilla, ministro del Consejo de Castilla. Nació en Navarregadilla hacia 1510 y murió en Madrid el 26 de agosto de 1572. Era de tres años de edad en 1513, cuando murió su padre, y a raíz de ello le recogió y se ocupó de su educación el licenciado Barco, su tío, que ya estaba a cargo de su hermano Pedro, unos diecisiete años mayor.
Hacia 1568 compró a la Real Hacienda los oficios perpetuos de alférez mayor de la villa de Valladolid —que conllevaba el de regidor con la «primera voz» y voto en su ayuntamiento— y de tesorero mayor de su casa de moneda, que agregó al mayorazgo.
Su hermano el obispo le designó también patrono de la iglesia de Santa María Magdalena de Valladolid.
Casó dos veces: la segunda en 1546 con Ana de la Vega Barros y Matanza, señora de las villas de Sardón y Peñalba de Duero, que falleció en 1606 después de 34 años de viudedad. Hija de Juan de Barros, de linaje tudense, y de Inés Sarmiento de la Vega y Matanza, señora del coto de Tortoreos y Setados en el mismo obispado; nieta materna de Gonzalo Gómez de Matanza, cuyo linaje era oriundo del Valle de Villaverde en las Encartaciones, y de Isabel Sarmiento de la Vega, que además de ascendencia gallega y portuguesa tenía un costado del linaje montañés de la Vega. Por esta línea se preciaban los Vega de tener deudo con el marqués de Santillana y con las principales líneas de los Mendoza, y usaban por armas el cuartelado en aspa de Mendoza y la Vega.
Ana de la Vega fue la primera poseedora de un mayorazgo que le fundó en 1559 su tío Antonio de la Vega, hermano de su madre, arcediano de la catedral de La Calzada y vecino de Valladolid. Este vínculo comprendía los señoríos de Sardón y Peñalba de Duero, una gran casa en Valladolid, a orillas del río Esgueva, y cuantiosos bienes situados en esta villa y alrededores.
Esta es la casa que después se llamó de los marqueses de Revilla, hoy desaparecida aunque se conservan restos. Era feligresa precisamente de la iglesia de la Magdalena, de la que los Gasca eran patronos, aunque no provenía de la línea Gasca. En el siglo XIX fue palacio episcopal y también palacio real (por haber residido en ella los reyes de Etruria). No se ha de confundir con otra casa principal sita en Valladolid, colación de San Martín, que había sido de los Infantes de Granada y después fue de los Mercado y de los Velasco, y que desde el siglo XVIII perteneció también a los marqueses de Revilla por haber recaído en ellos los mayorazgos de dichas familias. Esta otra es la que hoy se conoce como Casa Revilla.
Con su segunda mujer procreó siete hijos:
1. Pedro Gasca de la Vega, que sigue,
2. Diego Gasca de la Vega, que fue clérigo,
3. Antonia Gasca de la Vega, monja dominica en el convento de Santa Catalina de Valladolid, de vida virtuosa y edificante, jalonada de hechos milagrosos. Natural de Madrid, fue bautizada en la iglesia de San Pedro el Real el 8 de octubre de 1552, siendo su padrino el secretario Diego de los Cobos, y falleció antes de 1625.[47]
4. Juan Gasca de la Vega, que nacería poco antes de 1560, heredó los bienes de su hermano Diego y murió antes de 1616. Se avecindó en Torrelaguna a raíz de haber casado con Tomé (o Tomasa) Bernaldo de Quirós, la Moza, natural de dicha villa, hija de Pedro Bernaldo de Quirós y de Antonia Bernaldo de Quirós, su mujer; nieta de Juan Bernaldo de Quirós y de Eufemia Vélez de Guevara; biznieta por varonía de otro Pedro Bernaldo de Quirós y de Catalina González, y paterno-materna de Pedro Vélez de Guevara y de Eufemia de Capillas.[48] Tomé era sobrina carnal de otra Tomé Bernaldo de Quirós, la Vieja, con quien se la suele confundir, que fue gran benefactora de Torrelaguna: reedificó el Hospital de la Santísima Trinidad,[nota 6] compró y dotó la capilla de las Vírgenes de la colegiata de la Magdalena,[nota 7] y en 1599 fundó un importante padronazgo para el sostenimiento de varias obras pías. Desde 1625 fue patrona de esta fundación Ana Bernaldo de Quirós, señora de Tortuero, hermana de Tomé la Moza.[nota 8] Juan Gasca y Tomé Bernaldo tuvieron por hijo a
Diego Gasca de la Vega y Dávila, a quien volveremos a citar, pues poseyó la casa de Revilla: primero jure uxoris, como marido de la IV señora, y después por derecho propio como V señor.
5. María Gasca de la Vega, que casó con Francisco de Contreras y Ribera, señor de Cobatillas, comendador mayor de León en la Orden de Santiago, presidente del Consejo de Castilla, consejero también de Hacienda y Órdenes, presidente del Concejo de la Mesta, etc., natural de Segovia... Tuvieron una hija, Agustina, que murió de edad de cinco años.[59]
6. Bartolomé Gasca de la Vega, que fue albacea de su hermano Pedro.
7. E Inés Gasca de la Vega, que fue como la mayor monja en Santa Catalina.

Tercer señor
Por fallecimiento del anterior, en 1572 sucedió su hijo 
• Pedro Gasca de la Vega, III señor de Revilla, alférez mayor de Valladolid, patrono de la iglesia de la Magdalena de esta villa, tesorero mayor de su casa de moneda. Nació en Valladolid mediado el siglo XVI, testó en la misma villa el 25 de diciembre de 1592, a raíz de su viudez; otorgó dos codicilos: uno hecho en Peñalba de Duero el 5 de junio de 1599, y otro en abril de 1600 hecho en la flamante ciudad de Valladolid, donde falleció el 6 de junio siguiente.
Casó dos veces: la primera con Juana Díez de Aux Armendáriz y Sámano, natural de Cadreita, merindad de Tudela (Navarra), que falleció de sobreparto en Valladolid el 13 de diciembre de 1592. Este día se abrió el testamento que había hecho dos meses antes, «estando en días de parir». Hija de Luis Díez de Aux Armendáriz el Menor, señor de Cadreita, vecino de Tudela y merino de Olite, que ganó hidalguía en Navarra en 1587, y de Juana de Sámano, su mujer y prima carnal; nieta de Luis Díez de Aux Armendáriz y Veraiz, señor de Cadreita, y de Inés de Castejón, natural de Ágreda, y materna de Juan de Sámano, señor del coto de Villabenázar y villa de Cidamón en la Rioja Alta, caballero de Santiago, prestamero mayor de Vizcaya, gentilhombre de boca del Emperador y su secretario en el Consejo de Indias, natural de Santo Domingo de la Calzada, y de Juana de Castejón, su primera mujer, que era hermana de dicha Inés (hijas ambas de Diego González de Castejón y Malo, mayorazgo del palacio de los Castejones de Ágreda y de Catalina de Río y Fuenmayor).
Y casó en segundas hacia 1595 con Antonia de Toledo, la cual le sobrevivió sin haber tenido prole.
Pedro Gasca de la Vega tuvo una sola hija: Luisa Antonia, nacida de su primer matrimonio, que sigue.
Cuarta señora
Por muerte del anterior, en 1600 sucedió su hija
• Luisa Antonia de Sámano y Gasca de la Vega, IV señora de Revilla y IV de Villabenázar. Natural de Valladolid, fue bautizada en la Magdalena el 21 de octubre de 1592. Fueron sus padrinos Bartolomé Gasca de la Vega, su tío, y Juana de Sámano y Castejón, su abuela materna. Y falleció en la misma ciudad en 1616, casada y sin prole y de 24 años de edad, probablemente de resultas de un parto malogrado.
Luisa poseyó desde la infancia tres opulentos mayorazgos. Su madre murió de sobreparto dos meses después de darla a luz, como se ha dicho, y su padre en 1600, de modo que a los ocho de edad quedó huérfana bajo la tutela de Ana de la Vega, su abuela paterna, y en posesión el mayorazgo de los Gasca, que incluía los señoríos de Revilla, . Al morir su abuela en 1606 la sucedió en el mayorazgo de los Vega y señoríos de Sardón y Peñalba de Duero. Y al año siguiente heredó también el de Sámano, con los señoríos de Villabenázar y Cidamón. Este último lo hubo por línea materna y transversal, al morir sin descendencia su tío segundo Antonio de Sámano y Díez de Aux Armendáriz, y a raíz de ello se antepuso este apellido. 
Casó en Valladolid hacia 1615 con Diego Gasca de la Vega, que era su primo carnal e inmediato sucesor, alférez mayor de la flamante ciudad y tesorero de su casa de moneda. Este matrimonio pudo concertarse para mantener la casa de Gasca y Vega en la misma varonía, o para evitar un litigio por estos mayorazgos, que así gozaron ambos cónyuges en común y pacíficamente. Luisa era aún niña cuando su padre, viendo que su segunda mujer era estéril, perdió la esperanza de un heredero varón y empezó a tratar con su hermano Juan sobre este casamiento, pero graves desavenencias le llevaron después a prohibirlo en su codicilo de 1599. Al morir Pedro, Luisa quedó bajo tutela de Ana de la Vega, su abuela, que tal vez sería favorable al matrimonio entre sus nietos. En todo caso, la boda tuvo lugar después de los días de la abuela y contra la prohibición expresa del padre. Y fue un matrimonio fugaz e infecundo, por la prematura muerte de Luisa.
En la casa de Villabenázar le sucedió José Antonio de Sámano Vitoria y Reinoso, su tío segundo. Y en los mayorazgos de Gasca y Vega y señoríos de Revilla, Sardón, Peñalba, etc., le sucedió su viudo, que sigue y casó dos veces más.
Quinto señor
Por muerte de la anterior, en 1616 sucedió su viudo y primo
• Diego Gasca de la Vega y Dávila, V señor de Revilla, Sardón y Peñalba. Natural y alférez mayor de Valladolid, tesorero mayor de la casa de moneda de esta ciudad, miembro de la Cofradía de caballeros de Santa María de Esgueva. Arriba filiado como hijo de Juan Gasca de la Vega y de Tomé Bernaldo de Quirós, su mujer, y nieto del II señor. Fue bautizado el 1.º de junio de 1587 en la iglesia de la Magdalena, de su patronato, apadrinado por su tío Pedro (el III señor), y falleció en 1657.
Casó tres veces: la primera como se ha dicho con su prima Luisa Antonia de Sámano y Gasca de la Vega, que al morir prematuramente y sin descendencia en 1616 le dejó por sucesor en las casas de Gasca y Vega.
Contrajo segundas nupcias con Ana Dávalos y Benavides.
Y casó tercera vez hacia 1630 con Agustina Laso de Castilla Monsalve y Ulloa, poseedora del mayorazgo de los Monsalves de Toro y patrona del hospital de Santa María de Arbas de la misma ciudad. Era hermana consanguínea de Francisco Laso de Castilla y Ribera, I vizconde del Castillo de Tajo (llamado impropiamente conde de esta denominación o de Villamanrique). Hija de Juan Laso de Castilla, señor de Villamanrique, comendador santiaguista de Santa Cruz de la Zarza, y de María de Monsalve y Ulloa, su segunda mujer, natural de Toro; nieta de Francisco Laso de Castilla, caballerizo mayor del emperador Maximiliano II y de la reina Ana su hija, y de Catalina Laso, camarera mayor de la emperatriz María, y materna del famoso capitán Diego de Monsalve, caballero de Calatrava, corregidor de Soria, militar de vida novelesca natural de Zamora, y de María de Ulloa, su mujer, nacida en Toro y que testó viuda el 23 de enero de 1582, fundando dicho mayorazgo y patronato. Agustina tuvo por tíos, hermanos de su madre, a Francisco, a Diego y a Antonio de Monsalve y Ulloa. Este fue vecino y regidor de Toledo por haber casado con María de Arriaga, o Cernúsculo y Arriaga, natural de esta ciudad y oriunda de Monza en el ducado de Milán. Y fruto de este matrimonio tuvo Agustina tres primos carnales, nacidos en Toledo y que se preciaban de tener deudo con el cardenal Quiroga: Juan y Álvaro de Monsalve, canónigos ambos de la Catedral Primada, y Diego de Monsalve Ulloa y Arriaga, que hacia 1620 sucedió en el mayorazgo familiar. Este Diego fue caballero de Santiago, regidor de Toro y procurador por esta ciudad en las Cortes de Madrid de 1621, y aunque casado, murió sin descendencia poco antes de 1636, sucediéndole en el mayorazgo su prima Agustina. Vivía por entonces uno de los canónigos, Álvaro de Monsalve, hermano del causante, que movió pleito a su prima por la sucesión del mayorazgo.
Con su segunda mujer tuvo por primogénito a
1. Juan Gasca de la Vega y Dávalos, natural de Madrid, que se cruzó de santiaguista en 1623 y murió mozo en vida de su padre.

Y del tercer matrimonio nació
2. Melchor Gasca de la Vega y Dávila, que por muerte del anterior se subrogó en la primogenitura y sigue.

Sexto señor
Por muerte del anterior, en 1657 sucedió su hijo del tercer matrimonio
• Melchor Gasca de la Vega y Dávila, Laso de Castilla y Monsalve, VI señor de Revilla, Sardón y Peñalba, alférez mayor de Valladolid, tesorero de la casa de moneda de esta ciudad, caballero conservador de su Universidad y cofrade de Santa María de Esgueva. Nació en Valladolid hacia 1630 y murió hacia 1680, probablemente en Madrid.
Como alférez mayor, le cupo el honor de proclamar en Valladolid al nuevo rey niño Carlos II, alzando el pendón real en brillante ceremonia que tuvo lugar el 30 de noviembre de 1665. Unos días antes, también había tenido un destacado papel protocolario en las exequias con que honró la ciudad al fallecido Rey Planeta.
Hacia 1672 fijó su morada en Madrid, donde casó en dicho año, encargando a personas de Valladolid la gestión de sus intereses en esta ciudad. Para el desempeño de los oficios más honoríficos nombró por teniente suyo a un caballero principal: Antonio Bravo de Córdoba y Velasco, que en 
1680 figuraba como alférez mayor y fue también conservador de la Universidad.
En 1673 elevó a S.M. un memorial suplicando la merced de título de Castilla. Esta solicitud recibió la evasiva respuesta de que «sus méritos se tendrían presentes», pero inició el procedimiento para que veinte años después se otorgara a su hijo el marquesado de Revilla.
Casó en Madrid, donde a la sazón residía, el 4 de diciembre de 1672, iglesia parroquial de San Sebastián, con Juana María Balvi e Imbrea, que nació en Génova poco antes de 1650 y finó en Madrid el 7 de abril de 1707, habiendo permanecido viuda unos 25 años. Al final de su vida, esta señora sucedió como III condesa de Villalvilla y III marquesa de los Aguilares (título del Imperio). Heredó estas dignidades de su hermano Juan Francisco Balbi e Imbrea, el II conde y marqués, caballero de la Orden de Alcántara (1668), familiar del Santo Oficio, gentilhombre de cámara de los reyes Carlos II y Felipe V, que fue bautizado en Madrid el 12 de noviembre de 1650 y falleció sin descendencia en la misma villa el 19 de marzo de 1705. Era hija de Juan Francisco Balbi y Spínola, I conde de Villalvilla y I marqués de los Aguilares, también caballero de Alcántara y familiar de la Inquisición, natural de Madrid, asentista del rey Felipe IV que murió quebrado en 1650, y de Magdalena Imbrea y Spínola, su mujer, de igual naturaleza, cuyo hermano Miguel vistió el hábito de Calatrava; nieta de Nicolás Balbi y Durazzo, nacido en Génova y establecido en Madrid como asentista de Felipe III, y de la madrileña Juana María Spínola y Spínola, y materna de Lelio Imbrea y Franquis, caballero de la Orden de Santiago y comendador de Alcolea en la de Calatrava, natural de Génova, banquero de Felipe IV (hermano de Juan Esteban, el I conde de Yebes, calatravo, factor general del mismo rey), y de Josefa Spínola y Eraso, nacida en Madrid. Sus bisabuelos, todos genoveses menos los materno-maternos, fueron: Gio Francesco Balbi, constructor del palacio de su nombre, y Battina Durazzo, hija del dux Giacomo; Julio Spínola, asentista y banquero de Felipe III, y Octavia Spínola; Gio Paolo Invrea, senador de la República, y Maddalena de Franchi, y Juan Bautista Spínola de Zupetis y Jerónima de Eraso, estos últimos nacidos respectivamente en Toledo y Madrid. Tanto los Balbi como los Imbrea y los Spínola eran familias patricias y dogales de Génova con una larga tradición bancaria y de servicio al rey de España.
Tuvieron dos hijos, nacidos en Madrid:
1. Diego Francisco Gasca de la Vega y Dávila, que sigue y fue el primer marqués.
2. Y Pedro Gasca de la Vega y Dávila, que fue capitán de caballos corazas del regimiento de Santiago. Debió de nacer en Madrid poco antes de 1680 y murió mozo y de enfermedad en Valladolid en 1708.[88]

### Marqueses de Revilla

##### Concesionario
El título de marqués fue merced del rey Carlos II, por real carta de 11 de enero de 1693, en favor de
• Diego Francisco Gasca de la Vega y Dávila, Balvi y Monsalve, VII señor y I marqués de Revilla, IV conde de Villalvilla y I marqués de los Aguilares en Castilla, señor de Revilla, Sardón, Villabáñez, Santovenia, Padilla y Tortoreos, alférez mayor de Valladolid, alguacil mayor de la Inquisición de esta ciudad y obispado, conservador de su Universidad y tesorero mayor de su casa de moneda, patrono único de la iglesia de la Magdalena y de las doce capellanías en ella fundadas por el obispo Gasca, caballero cofrade de Santa María de Esgueva. Natural de Madrid, fue bautizado en la parroquial de San Sebastián el 17 de septiembre de 1674, y falleció en 1714.
Parece que cinco años antes de la creación del marquesado de Revilla el concesionario había obtenido la conversión del marquesado de los Aguilares en título de Castilla por merced del mismo rey (en 1688: antes fue título del Imperio concedido por Fernando III en 6 de marzo de 1649 a Juan Francisco Balvi).
En 1689 elevó memorial a S.M. solicitando título de Castilla, como había hecho su padre en 1673.
Antes de ser marqués de Revilla usaba sin derecho el dictado de «conde de Yebes», sin duda porque  pretendió la sucesión de esta merced tras haber fallecido sin descendencia los dos primeros condes, que fueron Juan Esteban y Antonio Imbrea y Franquis (hermanos de Lelio, su bisabuelo). Sin embargo, en virtud de las disposiciones del concesionario, la casa recayó entonces en Juan Palavicino Grimaldo e Imbrea, que sucedió como tercer conde y señor de las villas alcarreñas de Yebes y Valdarachas, y siguió en los Palavicino hasta mediados del XIX...
Casó con Lorenza María Blanco de Salcedo y Tello, señora de las villas de Castrillino y Villaobispo en el reino de León, natural de Salamanca, que en 1712 hizo con su marido información de limpieza de sangre ante la Inquisición de Toledo. Hija de Gaspar Blanco de Salcedo, señor de Castrillino y de Villaobispo, vecino de Valladolid, caballero también de Santa María de Esgueva y alguacil mayor de la Inquisición de dicha ciudad y obispado, de quien su yerno hubo este oficio, y de María Tello y Anaya, su mujer. Nieta de Francisco Blanco de Salcedo y Osorio de Cáceres, señor de las mismas villas, caballero de Santiago, alguacil mayor de la Inquisición de Valladolid, natural de Meneses de Campos, y de María de Velasco Chacón y Fajardo, nacida en Valladolid.
Fueron hijos suyos:
1. María Fausta de la Gasca y Blanco de Salcedo, que nacería por los primeros años del siglo y a raíz de su matrimonio se avecindó en Burgos, donde falleció hacia 1733 siendo una joven viuda. El 3 de febrero de 1734 se hizo inventario de sus bienes.[92] Fue su marido Francisco de la Torre y Argaiz, regidor perpetuo de la ciudad de Burgos, ilustre matemático, uno de los introductores del cálculo infinitesimal en España, que publicó varias obras entre 1715 y 1717. Tuvieron por hijo a
Antonio de la Torre y de la Gasca (o Gasca de la Torre y Argaiz), de quien se hablará más abajo como IV marqués de Revilla.
2. Francisca Javiera de la Gasca y Blanco de Salcedo, natural de Valladolid, que fue bautizada el 18 de julio de 1709[93] y falleció el 29 de octubre de 1739. Casó en la iglesia de la Antigua de la misma ciudad el 21 o 25 de mayo de 1729[93][89] con Manuel Francisco José Silvestre de Tovar y Contreras, III conde de Cancelada, III marqués de Castro de Torres, natural de Valladolid, que expiró el 8 de noviembre de 1758 en Madrid, donde había testado el 9 de febrero del mismo año ante José Collantes Bustamante.[89] Hijo de Tomás de Tovar y Duque de Estrada, II conde de Cancelada, II marqués de Castro de Torres, y de Rosa María de Contreras Carvajal y Ribera; nieto de Gregorio Manuel de Tovar y Villela, el primer conde y marqués, y de Catalina Duque de Estrada y Eguino (hermana de los dos primeros condes de la Vega del Sella), y materno de Carlos de Contreras Pamo y Frías, señor de la villa de Collado y fortaleza de Mirueña, regidor perpetuo de la ciudad de Ávila, y de Josefa de Carvajal y Ribera, señora de la Villa del Cid.[89] Fueron padres de
  1. Francisco de Paula Hilario de Tovar y Gasca de la Vega, IV conde de Cancelada, IV marqués de Castro de Torres, señor de la villa de Bamba, natural de Valladolid, que fue bautizado en la Antigua el 16 de febrero de 1732[93] y falleció en 1802. Fue subinspector de Guardias de Corps y alcanzó el empleo de coronel de los Reales Ejércitos. Casó dos veces: primera en Madrid, San Martín, el 14 de octubre de 1759, con Juana María Rosa de Güemes y Padilla,[93] nacida en La Habana el 11 de septiembre de 1735, hija de Juan Francisco de Güemes y Horcasitas, I conde de Revilla Gigedo, capitán general de Cuba, virrey de Nueva España, presidente del Consejo de Castilla y decano de Guerra, y de Antonia Pacheco de Padilla y Aguayo, su mujer, natural de Granada; nieto de... y materno de Francisco de Padilla y Pacheco y de Rosa de Aguayo y Aguirre. Y contrajo segundas nupcias el 24 de junio de 1773 con María Brígida de Colmenares y Contreras, nacida en 1751, hija de Francisco de Colmenares Córdova Vega y Zuazo, II conde de Polentinos, natural de Lima, y de María Antonia de Contreras Onís Panizo y Lasso de la Vega, IV marquesa de Olivares, nacida en Valladolid.[94] Del primer matrimonio nacieron cuatro hijas, y del segundo un varón:
    1. María de Tovar y Güemes, nacida el 2 de abril de 1762.[94]
    2. María Josefa de Tovar y Güemes, nacida el 25 de mayo de 1763.[95]
    3. María del Pilar de Tovar y Güemes, que nació el 12 de octubre de 1760 y murió el 29 de julio de 1825. Casó el 26 de noviembre de 1786 con Rafael Ramírez de Arellano y del Hierro, IV marqués de Villatoya, señor de Silanco y Turriblas y de la fortaleza de Iznalloz, regidor perpetuo de la ciudad de Guadalajara y de la entonces villa de Talavera de la Reina, donde nació el 14 de febrero de 1756, y que falleció el 10 de enero de 1837. Hijo de Alonso Ramírez de Arellano y Brizuela, III marqués de Villatoya, y de Juana Josefa del Hierro y Ruiz de Ribera, su segunda mujer; nieto de Luis Ramírez de Arellano, II marqués de Villatoya, y de Ana de Brizuela y Osorio, de los condes de Fuenrubia, y materno de Juan Bautista del Hierro y Blasco de Aragón, natural de Chiclana, primogénito del I conde del Pinar, al que premurió, y de Isabel Ruiz de Ribera y Pimentel, nacida en Méjico y que casó en segundas con el marqués de Matallana.[95] Tuvieron por hija y sucesora a
Juana Ramírez de Arellano y Tovar, V Marquesa de Villatoya, nacida en Madrid el 18 de julio de 1789, que fue bautizada en San Nicolás y falleció el 29 de agosto de 1846. Hizo información genealógica ante la Inquisición en 1816.[96] Casó en Madrid el 19 de mayo de 1813 con Francisco Castillo y Navia Osorio, su primo segundo, III marqués de Jura Real, caballero gran cruz de Carlos III y maestrante de Valencia, regidor perpetuo de esta ciudad, prócer y senador del Reino electo y vitalicio, oficial del Santo Oficio, que nació el 25 de febrero de 1793 en Valencia, donde falleció en abril de 1855. Hijo de Pedro Castillo y Almunia, II marqués de Jura Real, natural y regidor de Valencia, y de María de la Concepción de Navia Osorio y Güemes, su segunda mujer; nieta de Francisco Pascual Castillo Izco y Quincoces, I marqués de Jura Real, natural de Gandía, y de Joaquina de Almunia y Júdici de Acharte, de los marqueses de Ráfol de Almunia, nacida en Benigánim, y materna del embajador Álvaro de Navia Osorio y Bellet, (llamado vizconde de la Herrería, hijo del III marqués de Marcenado), y de Javiera de Güemes y Padilla, su segunda mujer (hermana de Juana, la abuela de Juana Ramírez de Arellano).[95] Con descendencia en que siguen los marquesados de Jura Real, Villatoya, Ráfol de Almunia y Castro de Torres.

    4. Francisca de Paula de Tovar y Güemes, natural de Madrid, que fue bautizada en San Ginés el 2 de abril de 1762 y falleció en la misma villa, colación de San Sebastián, el 26 de febrero de 1812. Casó en la de San Martín el 6 de octubre de 1791, inscribiéndose en el libro castrense, con José María de Torres de la Cueva Velasco y Bastida,[93] IV marqués de Villamejor y IV vizconde de Irueste, regidor perpetuo de la ciudad de Guadalajara, maestrante de las Reales de Granada y Ronda, natural de Tárrega, que fue bautizado en Santa María del Alba el 11 de noviembre de 1769 y finó en Madrid el 6 de julio de 1821, habiendo testado ante Juan Raya el 4 de abril del mismo año. En 1789 sentó plaza de cadete noble en el Regimiento del Príncipe, alcanzó el empleo de coronel, pero tras la Reacción de 1814 se exiló a Francia y sirvió en la Grande Armée de los Cien Días. Fue hijo de José Tomás de Torres y Velasco, III marqués de Villamejor, III vizconde de Irueste, y de María de la Bastida y Teixidor, naturales de Madrid y casados en Vilagrasa.[97] Fue su hijo:
José Silvestre de Torres y Tovar, V marqués de Villamejor, III vizconde de Irueste...[97] De quien provino la línea de Ana de Torres y Mendieta, mujer de Ignacio Figueroa y Mendieta y madre de Álvaro, I conde de Romanones y VII de Yebes (por rehabilitación en 1922); de Rodrigo, I duque de Tovar, y de Gonzalo Figueroa y Torres, que en 1925 solicitó la rehabilitación del título de vizconde de la Villa de Peñalba (vizcondado previo del marquesado de Revilla).

    5. Francisco de Paula de Tovar y Colmenares, único varón supérstite, nacido del segundo matrimonio de su padre. Sucedió en la casa de Cancelada y fue también VI marqués de Revilla, como se dirá en su lugar.

  2. Domingo de Tovar y la Gasca, capitán de Infantería, ayudante mayor de Guardias de Corps y general de los Reales Ejércitos.
  3. Silvestre de Tovar y la Gasca.
  4. Y María de las Mercedes de Tovar y la Gasca.
3. Gaspar Francisco Gasca de la Vega y Blanco de Salcedo, que sigue.
4. Y Toribio Ventura de la Cruz Gasca de la Vega y Blanco de Salcedo, que seguirá como III marqués.

Segundo marqués
Por fallecimiento del anterior hacia 1725 sucedió su hijo
• Gaspar Francisco Gasca de la Vega y Blanco de Salcedo, II marqués de Revilla y II de los Aguilares, V conde de Villalvilla, alférez mayor de Valladolid, etc. Nacido hacia 1715, era menor de edad cuando sucedió en la casa, y debió de morir soltero hacia 1750, o antes.
En 1729 hizo información de limpieza de sangre ante el ayuntamiento de Valladolid, y rindió pruebas de nobleza para ingresar en la cofradía de caballeros de Santa María de Esgueva.

Tercer marqués
Por fallecimiento del anterior hacia 1750 sucedió su hermano
• Toribio Ventura de la Cruz Gasca de la Vega y Blanco de Salcedo, III marqués de Revilla y III de los Aguilares, VI conde de Villalvilla, alférez mayor de Valladolid, etc., que nació hacia 1720 y murió soltero en Nápoles el 26 de julio de 1779. Destacado militar y diplomático, ministro plenipotenciario de S.M.C. en Parma (dos veces), Dresde y Nápoles. En 1751 fue acreditado por el rey Fernando VI ante su medio hermano Felipe de Parma; siguió en el cargo hasta 1763, cuando Carlos III le envió a Sajonia, pero volvió a Parma en 1766, acreditado ante Fernando I y permaneció en esta corte otros ocho años, hasta que en 1774 el mismo Carlos III le envió a la de su hijo Fernando de Nápoles, y en este destino murió cinco años después. Alcanzó el empleo de teniente general el 10 de junio de 1779, un mes antes de morir.
Cuarto marqués
Por fallecimiento del anterior en 1779 sucedió su sobrino
•  Antonio de la Torre y de la Gasca (o Gasca de la Torre y Argaiz), IV marqués de Revilla y IV de los Aguilares, VII conde de Villalvilla, alférez mayor de Valladolid, etc. Arriba filiado como nieto del concesionario.
Manuel María de la Torre y de la Gasca, marqués de Revilla y de los Aguilares, alférez mayor de Valladolid, natural de Burgos, litigó su hidalguía ante la Sala de Hijosdalgo de la Real Chancillería.
Quinto marqués
Por fallecimiento del anterior, sucedió su hijo
•  Diego Francisco de la Gasca y Monsalve, V marqués de Revilla, V de los Aguilares, VIII conde de Villalvilla,  etc.
Sexto marqués
Por fallecimiento del anterior, sucedió su primo segundo
•  Francisco de Paula de Tovar y Colmenares, V conde de Cancelada, VIII de Lences, V marqués de Castro de Torres, VI de Revilla y VI de los Aguilares, señor de la villa de Bamba, capitán de Reales Guardias de Infantería Española. Natural de Valladolid, falleció en Bilbao el 22 de enero de 1821. Arriba filiado como biznieto del concesionario por su hija Javiera: hijo de Francisco de Paula Hilario de Tovar y Gasca, IV conde de Cancelada, y de Brígida de Colmenares y Contreras, su segunda mujer, de los condes de Polentinos.
En 1819 obtuvo la sucesión transversal del título de conde de Lences por extinción de la línea directa de esta casa, tras morir sin descendencia su pariente lejano Benito de Palermo Osorio y Lasso de la Vega, IX duque de Ciudad Real, VII marqués de Mortara, VI de Zarreal, VI de Olías y IX de San Damián, X conde de Triviana, VIII de Aramayona, VII de Lences y IX de Biandrina, dos veces grande de España, viudo de Paula de Mena y Benavides. 
Casó con una dama de la nobleza feudal catalana: Manuela de Peguera y de Amat, nacida en Barcelona el 20 de diciembre de 1775 y finada en Madrid el 5 de marzo de 1865, hija de Ramón Luis de Peguera y de Armengol, III barón de Rocafort de Queralt, y de Escolástica de Amat y de Cortada, su mujer, que era hermana de Rafael, el I I barón de Maldá y Maldanell; nieta de Ramón de Peguera Berardo y Espuny, señor de Torrellas de Foix, y de Gertrudis de Armengol y Despujol, II baronesa de Rocafort, y materna de los barceloneses Cayetano Antón de Amat y de Junyent, de los marqueses de Castellbell, y María Teresa de Cortada y de Sant Just, señora de la baronía de Maldá y Maldanell.
Tuvieron por hija y sucesora a María Francisca de Paula de Tovar y Peguera, que sigue.
Séptima marquesa
Por fallecimiento del anterior en 1821 sucedió su hija
• María Francisca de Paula de Tovar y Peguera, VII marquesa de Revilla, VI condesa de Cancelada y IX de Lences y de los Aguilares. Nació en Barcelona el 11 de mayo de 1803 y falleció en Madrid el 3 de diciembre de 1871.
A mediados del XIX, esta señora vendió el palacio de Revilla de Valladolid a la familia Cossío, su actual propietaria...
Casó en Munguía (Vizcaya) el 16 de enero de 1821 con Manuel Gutiérrez de la Concha e Irigoyen, i marqués del Duero, grande de España, que nació en Córdoba (Virreinato del Río de la Plata) el 3 de abril de 1808 y murió en Abárzuza (Navarra) el 27 de junio de 1874 combatiendo contra los carlistas en la Batalla de Monte Muro. Hijo de Juan Antonio Gutiérrez de la Concha y Mazón y de María Petrona de Irigoyen y Quintana.
Tuvieron por hija única a Petra de Alcántara, que sigue.
Octava marquesa
Sucedió su hija
•  Petra de Alcántara Gutiérrez de la Concha y Tovar, VIII marquesa de Revilla y II del Duero, de Castro de Torre (?) y de Aguilares, etc. Nació en Madrid el 15 de julio de 1846.
Casó en Madrid el 2 de abril de 1866 con Ángel Carvajal y Fernández de Córdoba, duque de Abrantes, grande de España, ministro de Fomento.
Novena marquesa
Sucedió su nieta
•  María del Carmen de Carvajal y del Alcázar, XII duquesa de Abrantes y de Linares, III marquesa del Duero, tres veces grande de España, IX marquesa de Revilla, etc. Nació en Munguía (Vizcaya) el 14 de septiembre de 1901. y falleció en Sevilla el 7 de enero de 1938.
Casó en Madrid el 2 de julio de 1920 con Francisco de Zuleta de Reales y Queipo de Llano, conde de Belalcázar, grande de España (personal).
No fue poseedor legal
Por autorización de la Diputación de la Grandeza de 1940, que no fue convalidada tras el restablecimiento en España de la legislación nobiliaria, «sucedió» su hijo
•  José Manuel de Zuleta de Reales y Carvajal, XIII duque de Abrantes y de Linares, marqués del Duero, tres veces grande de España, etc. y de Sardoal conde de Cancelada y de Lences, etc., llamado también «X marqués de Revilla» (entre 1940 y 1950).
Tras el restablecimiento en España de la legislación nobiliaria, solicitó la convalidación de las «sucesiones» de títulos nobiliarios que le había autorizado la Diputación de la Grandeza Obtuvo en efecto la convalidación y carta de sucesión en varios de ellos, pero no en el de marqués de Revilla, al que al parecer renunció. En todo caso, unos meses después solicitó la sucesión su hermana Soledad, que sigue.

Décima marquesa
El título fue declarado «vacante por fallecimiento de doña Carmen Carvajal y del Alcázar», ocurrido en 7 de enero de 1938, al no haber sido convalidada la «sucesión» acordada en 1940 por la Diputación de la Grandeza en favor de José Manuel de Zuleta y Carvajal: tal vez por renuncia de este. Por orden publicada en el BOE de 21 de enero de 1950 y carta del mismo año, sucedió una hermana de dicho señor e hija de la anterior poseedora legal:
•  María de la Soledad Zuleta de Reales y Carvajal, X marquesa de Revilla, dama de honor y devoción de la Orden de Malta y del Real Estamento Militar del Principado de Gerona, medalla de oro de la Cruz Roja. Nació en Madrid el 5 de mayo de 1921.
Casó con Joaquín María Otero y Goyanes, general auditor del Ejército, fallecido el 16 de abril de 1991.

##### Actual titular
Por orden publicada en el BOE de 28 de abril de 2000 y real carta de 10 de mayo del mismo año, sucedió su hijo
•  Francisco de Borja Otero y Zuleta de Reales, XI marqués de Revilla, marino de guerra, caballero de honor y devoción de la Orden de Malta cruces del Mérito Naval y de San Hermenegildo, nacido en Madrid el 9 de enero de 1947.
Casado con Amalia Caamaño y de Palacio, marquesa del Llano de San Javier, dama de la Real Hermandad de Infanzones de Illescas.

## Heráldica
Armas. Las del obispo Pedro de la Gasca, representadas en la reja del coro de la catedral de Palencia (de la que fue obispo, 1551-1561), se describen así:

Escudo partido: 1.º en azur, un león de gules con bordura de ocho jaqueles: cuatro de gules con un castillo de oro y cuatro se azur lisos; 2.º en oro, trece roeles puestos de tres en tres y uno. El emperador Carlos V, por las provincias que pacificó, le concedió para acolar a su escudo las dieciocho banderas que lo adornan. Debe tener en la parte inferior la siguiente leyenda: «Carolo V imperatori Hispaniarum regi I restitutis Piru regnis tyranorum spolia». Lleva capelo y cordones episcopales.
Adolfo Barredo de Valenzuela